# Lianozowo (grupa artystyczna)
Lianozowo – (post)awangardowa radziecka grupa rosyjskich artystów i poetów.
Było to stowarzyszenie twórcze postawangardystów, które istniało w ZSRR od końca lat 50. do połowy lat 70 XX wieku. Grupa poetów i artystów podziemia literackiego, gromadzących się w mieszkaniu baraku w przysiółku Sewwodstroj, który znajdował się w pobliżu przystanku kolejowego (stacji) Lianozowo Kolei Sawiołowskiej, wówczas pod Moskwą, obecnie w granicach tego miasta. Od nazwy stacji kolejowej ta nieformalna grupa twórcza została nazwana przez organy nadzorcze jako lianozowska (jeden z utworów O. Rabina tak się nazywa: „St. Lianozovo. Bar. nr 2, m. 2"). W różnych odmianach obraz tego baraku występuje wielokrotnie w innych utworach Rabina.
W skład grupy weszli poeci Genrich Sapgir, Igor Cholin, Jan Satunowski, Wsiewołod Niekrasow, artyści Oskar Rabin, Nikołaj Wiecztomow, Lidija Mastierkowa, Władimir Niemuchin, a także artysta i poeta Lew Kropiwnicki. Centralną postacią był artysta i poeta Jewgienij Leonidowicz Kropiwnicki, a pod koniec lat 60. z grupą blisko związany był młody poeta z Charkowa Eduard Limonow. Barak nr 2 odwiedzali miłośnicy sztuki podziemnej i czasami nabywali dzieła artystów, zapewniając im tym samym możliwe wsparcie materialne.
Grupa jest zwykle kojarzona z postawangardyzmem, z jego eksperymentami i burzeniem kanonów. Poeci odchodzą od charakterystycznego dla awangardy początku XX wieku dążenia absolutyzacji jednostki, i redukują osobowy początek oraz umniejszają liryczne „ja” autora, pozostawiając jedynie spojrzenie, które uwiecznia świat z bezstronnością kamery wideo.
Lianozianie używali w swoich wierszach języka dobitnie mało poetyckiego, takiego jaki można było usłyszeć w barakach, w sklepie, w fabrykach – języka „małego człowieka”, zmuszonego do egzystencji na peryferiach życia. W przeciwieństwie do poezji radzieckiej, przepełnionej głośnym patosem i nawoływaniami do walki z mieszczaństwem (jako stylem życia), grupa skupiała się na poezji infantylnej, ascetycznej – taka była druga strona deklarowanej budowy komunizmu.
Znana też była jako szkoła Lianozowo i była związana z odwilżą po XX Zjeździe KPZR. W sposób bardziej otwarty ujawniła się wtedy ciągłość obecności w kraju Rad, ojczyzny socrealizmu, alternatywnej kultury twórców związanych z Injazem, tworzących w duchu undergroundowego konceptualizmu. Członkowie grupy debiutowali w roku 1959 w bezdebitowym samizdatowskim piśmie Sintaksis. Szerzej stali się znani, również poza granicami ZSRR, jako grupa „Konkret” dzięki Eduardowi Limonowowi i jego publikacji na ich temat w almanachu „Apollo-77”.
Okoliczności powstania grupy opisał Sapgir w wywiadzie przeprowadzonym przez Annę Żebrowską:

Lianozowo stworzył Jewgienij Kropiwnicki malarz, poeta, kompozytor i niedobity inteligent rosyjski. To on nas wszystkich zebrał i wpoił pewne zasady twórcze. Poznałem go w roku 1943, kiedy gnieździł się pod Moskwą w komórce bez wody i nie komponował już, bo fortepian odebrała mu rewolucja. Czasami nucił mi ulubione partie utworów. Na życie zarabiał jako instruktor w domu pionierów, a ja uczęszczałem tam do kółka literackiego [...].
– Na czym polegała siła przyciągania Lianozowa?

– Wytworzył się mikroklimat, który ogromnie mobilizował twórczo. Żyliśmy jak rodzina lub wspólnota pierwotna. W oddali majaczyły tępe mordy, gazety kłamały jak najęte, a tam była rzeka Moskwa, przestrzeń, park, prawdziwa idylla. Jewgienij Kropiwnicki brał szkicownik, tomik jakiegoś zakazanego poety – Błoka, Chlebnikowa czy Pasternaka – i szliśmy na łono natury. Czytało się wiersze lub słuchało jego wspomnień. Wkrótce dotarło do nas malarstwo amerykańskie, taszyzm, biegaliśmy do konserwatorium, żeby posłuchać nowych dzieł Szostakowicza i sami też eksperymentowaliśmy zawzięcie.

Istnienie grupy jako takiej, i z daną nazwą, było negowane przez jej członków, i też przez Jewgienija Kropiwnickiego. Termin „grupa lianozowska” został po raz pierwszy użyty na posiedzeniu Moskiewskiego Oddziału Związku Artystów (ZSRR) w 1963 r., kiedy to Jewgienij Kropiwnicki – jedyny z lianozowcew członek związku – został wykluczony ze związku za formalizm. W swojej obronie Kropiwnicki napisał do kierownictwa oddziału list, w którym stwierdził, iż nie ma „grupy lianozowskiej”, a w Lianozowo mieszka jego córka, artystka Walentyna Kropiwnicka, jej mąż Oskar Rabin i wnuczka. Nie odniosło to jednak żadnego skutku i wykluczenie pozostało w mocy.

## Skład grupy Lianozowo
- Nikołaj Wiecztomow,
- Walentina Kropiwnicka,
- Jewgienij Kropiwnicki,
- Lew Kropiwnicki,
- Eduard Limonow,
- Lidija Mastierkowa,
- Wsiewołod Niekrasow,
- Władimir Niemuchin,
- Olga Potapowa,
- Aleksandr Rabin,
- Oskar Rabin,
- Gienrich Sapgir,
- Jan Satunowski,
- Igor Cholin.